# (3195) Fedchenko
(3195) Fedchenko (1978 PT2; 1964 WA1) ist ein ungefähr neun Kilometer großer Asteroid des äußeren Hauptgürtels, der am 8. August 1978 vom russischen (damals: Sowjetunion) Astronomen Nikolai Stepanowitsch Tschernych am Krim-Observatorium (Zweigstelle Nautschnyj) auf der Halbinsel Krim (IAU-Code 095) entdeckt wurde. Er gehört zur Koronis-Familie, einer Gruppe von Asteroiden, die nach (158) Koronis benannt ist.

## Benennung
(3195) Fedchenko wurde nach drei Personen der Familie Fedtschenko benannt: erstens nach dem Naturwissenschaftler und Geographen Alexei Pawlowitsch Fedtschenko (1844–1873) aus dem Russischen Kaiserreich, der als Forschungsreisenden in Zentralasien bekannt ist. Der zweite Namensgeber ist seine Frau Olga Alexandrowna Fedtschenko (1845–1921), die Botanikerin und Pflanzensammlerin war und die Flora in Turkestan erforschte. Zu guter Letzt ist der Asteroid nach Boris Alexejewitsch Fedtschenko (1872–1947), dem Sohn der ersten beiden Namensgeber, benannt. Er war ebenfalls Naturwissenschaftler und Geograph, zudem war er Schriftsteller und gab die Buchreihe Flora der Sowjetunion heraus. Die Benennung wurde vom Entdecker Nikolai Stepanowitsch Tschernych nach einer Empfehlung von Christopher E. Spratt vorgeschlagen.